# Actividades militares de Filipinas en América
Este artículo es una enumeración de las actividades militares de Filipinas y los filipinos en América a lo largo de la historia.

## Guerra de Independencia de México contra España (1810)
Ramón Fabié, nacido en Manila, fue un partidario de la Guerra de Independencia de México por Miguel Hidalgo, junto a 200 filipinos que se encontraban con los primeros insurgentes para militar para la Independencia de México. Después de sofocar la primera ola de insurgentes, 2 soldados filipinos nacidos en México, Francisco Mongoy e Isidoro Montes de Oca fueron comandantes de Vicente Guerrero en la guerra de independencia contra España, según el investigador Ricardo Pinzón.

## Guerra anglo-estadounidense de 1812 (Guerra de 1812)
Los filipinos de ultramar que vivían en Luisiana en el asentamiento de Saint Malo sirvieron en la Batalla de Nueva Orleans durante las etapas finales de la guerra anglo-estadounidense de 1812. Estos filipinos se pusieron del lado de los Estados Unidos, contra el Imperio Británico. Los filipino-estadounidenses que residían en la región (denominada "Manilamen" debido a que Manila era la capital de la Filipinas) fueron reclutados por el pirata local Jean Lafayette para unirse a su "Baratarians", un grupo de soldados reclutados de forma privada que sirvieron al Ejército de los Estados Unidos bajo el mando de Andrew Jackson, en la defensa de Nueva Orleans. Desempeñaron un papel decisivo para asegurar la victoria estadounidense, disparando andanada tras andanada de fuego de artillería bien dirigido.

## Guerra de Independencia Argentina contra España (1815)
Hipólito Bouchard, un almirante de flota de Argentina durante su guerra de independencia contra España, hizo uso de filipinos durante sus ataques navales contra varias colonias españolas. Filomeno V. Aguilar Jr. en su artículo: “Manilamen and seafaring: engaging the maritime world beyond the Spanish realm”, declaró que el segundo barco de Hipólito Bouchard, el Santa Rosa (el otro siendo La Argentina) tenía una tripulación multiétnica, incluyendo filipinos. Mercene, escritora del Libro “Manila Men”, propone que esos habitantes de Manila fueran reclutados en San Blas, un puerto alternativo a Acapulco, México; donde varios filipinos se habían asentado durante la era comercial del galeón Manila-Acapulco. Los filipinos que se establecieron en San Blas fueron fugitivos de la esclavitud española en los Galeones de Manila, al conocer a Hipólito Bouchard, que trabajaba para los argentinos que se rebelaron contra España (Guerra de Independencia Argentina). El agravio común que los filipinos compartían contra los españoles y que tenían  en común con los argentinos hizo que se amotinaran y se unieran a los argentinos rebeldes.